# Гутан
Гута́н (арм. Գութան) — традиционный армянский плуг. Был деревянной и громоздкой с резалом и широким лемехом.
Гутаном управлял пахарь (мачкал) и 5-6 погонщиков (хотал). Пахарем и старшим погонщиком, как правило, были опытные, женатые, здоровые, физически сильные мужчины. Остальные помощники - молодёжь, чаще всего мальчики. В гутан впрягалось 8—12 пар волов и буйволов. В первую пару впрягали волов как более поворотливых и послушных животных, во вторую для тяги - буйволов, в третью — волов, в четвёртую — буйволов и т.д. Из 10 пар полагалось, по крайней мере, 3 пары буйволов. Гутан пахал на глубины примерно 30 см (5—6 вершков) при ширине до 0,5 м (10—12 вершков). Из-за малоземелья одна и та же пашня засевалась несколько лет подряд и тем самым доводилась до полного истощения. В день гутан работал 10—11 часов.
Во время применения гутанома при вспахивании земли, отмечалось более высокая урожайность и плодородность почвы на обрабатываемых участках почвы, в сравнении с применением современной сельхозтехникой. Что наталкивает на вывод о том, что не всегда с помощью хорошей и более инновационной техники можно добиться высших результатов.